# ابن عنتر (فلم)
ابن عنتر هو فيلم مصري من إنتاج عام 1947، بطولة أحمد سالم ومديحة يسري، وسراج منير، والسيد بدير، وإستفان روستي، وإخراج أحمد سالم.

## قصة
يدور الفيلم حول شخصية أسطورية متصورة تحمل شجاعة «عنتر» وبسالته، فيبدأ بموت عنتر وهو ينطق بالشهادتين ويوصى ابنه باستكمال الرسالة، ولما كان «ابن عنتر» قد ورث شجاعة وجسارة أبيه فهو يأخذ على عاتقه محاربة الشرك والوثنية، يعمل على إعزاز دين الإسلام فيخوض الحروب ضد الوثنيين، إلى أن يحدث أن يقع في غرام ابنة أمير عربى أحبته، ولكن هناك من يهدد ذلك الحب الوليد. إنه هذا الأمير الوثنى الذي يرغب في الزواج من الأميرة العربية. ينتوى ابن عنتر تخليصها منه فيعلن الحرب على هذا الأمير الوثنى، تدور دائرة الحرب حتى ينتصر ابن عنتر في النهاية ويقع الأمير الوثنى أسيرًا لديه فلا يكون قاسي القلب كما رجل الحرب وإنما يعرض عليه الإسلام ويعمل على اعتناقه إياه حتى يهدى الله قلب الأمير الوثنى فيعلن إسلامه على يد ابن عنتر فيحمد الله ويتزوج ابنة الأمير أخيرًا.

## طاقم العمل
- أحمد سالم
- مديحة يسري
- سراج منير
- السيد بدير
- إستفان روستي
- إسماعيل ياسين
- عبد الوارث عسر
- فاخر فاخر
- سعاد مكاوي
- عبد العزيز محمود
- نيللي مظلوم
- نبوية مصطفى
- محمود رضا
- موريس مراد
- لطفي الحكيم
- مختار حسين
- الشيخ أبو العينين شعيشع (دور المؤذن وتلاوة القرآن الكريم)

## روابط خارجية
- مقالات تستعمل روابط فنية بلا صلة مع ويكي بيانات